# Дагестанское
Дагестанское — село в Кизлярском районе Дагестана. Входит в сельское поселение «Сельсовет Кардоновский».

## История
Возникло как отделение совхоза Пролетарий (позже «Кизлярский»). Официальный статус приобрело в ноябре 2015 года.
Постановлением Народного Собрания Республики Дагестан № 1177- V НС от 29.10.2015 г. образована в составе сельсовета «Кардоновский» административно-территориальная единица — село и одобрено предложение Собрания депутатов муниципального района «Кизлярский район» о присвоении вновь образованному селу наименования «Дагестанское».

## Географическое положение
Расположено в 4 км юго-восточнее села Кардоновка, на левом берегу реки Кардоновка.

## Население
По данным переписи населения 2002 года, численность населения села составила 300 жителей, в том числе 80 % — аварцы.
По переписи 2010 года в селе проживало 354 человека.
| 1970 | 1989 | 2002 | 2006 | 2009 | 2010 |
| ---- | ---- | ---- | ---- | ---- | ---- |
| 210  | ↗246 | ↗379 | ↘351 | →351 | ↗354 |
| 2021 |      |      |      |      |      |
| ↘288 |      |      |      |      |      |

## Инфраструктура
Развито сельское хозяйство.